# Älvsborgs kontrakt
För andra betydelser, se Älvsborg (olika betydelser).
Älvsborgs kontrakt var ett kontrakt inom Göteborgs stift inom Svenska kyrkan. Kontraktet upphörde 2018 och dess församlingar överfördes då till Göteborgs södra kontrakt.
Kontraktskod är 0802.

## Administrativ historik
Kontraktet bildades 1 april 1950 från Göteborgs domprosteris södra kontrakt under namnet Göteborgs västra kontrakt. Kontraktet namnändrades 1962 till Älvsborgs kontrakt. Kontraktet har från före 1962 omfattat
- Göteborgs Carl Johans församling
- Västra Frölunda församling
- Askims församling
- Styrsö församling
- Göteborgs Annedals församling som 1962 överfördes till Domprosteriet
- Göteborgs Masthuggs församling som 1962 överfördes till Domprosteriet
- Göteborgs Oscar Fredriks församling som 1962 överfördes till Domprosteriet

1963 bildades
- Högsbo församling

1967 bildades
- Tynnereds församling
- Älvsborgs församling

1995 bildades
- Näsets församling